# Mossana Debesay
Pour les articles homonymes, voir Debesay.
Mossana Abraham Debesay, née le 25 novembre 1993 à Asmara en Érythrée, est une cycliste érythréenne. Elle a notamment été championne d'Afrique et championne d'Érythrée à plusieurs reprises. Ses frères, Fregalsi, Jacob, Kindishih, Mekseb sont également coureurs cyclistes.

## Palmarès

### Par année
- 2014
  - 2e au championnat d'Érythrée du contre-la-montre
  - 3e au championnat d'Érythrée sur route
- 2015
  -  Médaillée d'or du contre-la-montre aux Jeux africains[3]
  -  Championne d'Érythrée sur route
  -  Championne d'Érythrée de la course du contre-la-montre
  -  Médaillée de bronze du championnat d'Afrique du contre-la-montre par équipes
- 2016
  -  Championne d'Érythrée de la course du contre-la-montre
  -  Médaillée de bronze du championnat d'Afrique du contre-la-montre par équipes
- 2017
  -  Championne d'Érythrée de la course du contre-la-montre
  -  Championne d'Afrique du contre-la-montre par équipes (avec Wehazit Kidane, Bisrat Ghebremeskel et Wegaheta Gebrihiwt)
  -  Médaillée d'argent du championnat d'Afrique du contre-la-montre
- 2018
  -  Championne d'Afrique du contre-la-montre
  -  Médaillée d'argent du championnat d'Afrique du contre-la-montre par équipes
  -  Médaillée de bronze du championnat d'Afrique sur route
- 2019
  -  Championne d'Afrique sur route
  -  Médaillée d'argent du championnat d'Afrique du contre-la-montre par équipes
  -  Médaillée d'argent du contre-la-montre par équipes aux Jeux africains
  - 3e au championnat d'Érythrée sur route
  - 3e au championnat d'Érythrée du contre-la-montre

### Classements mondiaux
| Année                                 | 2014 | 2015 | 2016 | 2017 | 2018 | 2019 |
| ------------------------------------- | ---- | ---- | ---- | ---- | ---- | ---- |
| Classement UCI                        | 337e | 201e | 507e | 249e | 109e | 103e |
|                                       |      |      |      |      |      |      |
| Légende : nc = non classéSource : UCI |      |      |      |      |      |      |